# 恩賽恩 (堪薩斯州)
恩賽恩（英語：Ensign）是一個位於美國堪薩斯州格雷縣的城市。

## 地方資料
根據2020年美國人口普查的數據，恩賽恩的面積為0.75平方千米，當中陸地面積為0.75平方千米，而水域面積為0.00平方千米。當地共有人口166人，而人口密度為每平方千米221.33人。